# Heterostemma angustilobum
Heterostemma angustilobum är en oleanderväxtart som beskrevs av Rudolf Schlechter. Heterostemma angustilobum ingår i släktet Heterostemma och familjen oleanderväxter. Inga underarter finns listade i Catalogue of Life.